# 特鲁瓦城市公共交通
特鲁瓦城市公共交通（法語：Transports en commun de Troyes），简称和商业名称为，是法国中北部城市特鲁瓦的城市公共交通系统，也是一个法国工商业行政的公共部门，其运营者和所有者均为特鲁瓦香槟都会城市圈公共社区。
特鲁瓦城市公共交通是法国独立公共交通系统联盟（Agir）成员。

## 历史
特鲁瓦的城市公共交通系统最早为1899年投入运营的特鲁瓦有轨电车，后因设施老化和运营成本过高而于1950年彻底被公共汽车代替。1951年1月1日，特鲁瓦市政公交公司（Régie municipale des transports en commun de l’agglomération troyenne）成立，后于20世纪70年代逐渐被市镇公共合作组织代替。

## 组织

### 运营
特鲁瓦城市公共交通的大部分线路由城市圈公共社区自主运营，直接负责提供车辆及人员配置并运营。少部分郊区及校车线路则由法国交通发展集团负责管理。

### 财政
特鲁瓦城市公共交通的财政管理由特鲁瓦都会区负责财政，其财政来源包括3部分：
- 地方财政支出（Contribution），即都市圈本身。
- 商业收入，即车票等。
- 国家直接补助。

## 线路
截止2020年8月，特鲁瓦城市公共交通系统线路网包括13条常规公交线路和数十条校车或定制线路。

## 票价
特鲁瓦城市公共交通的车票系统包括两大类型：单次车票和公交卡。

### 单次车票
特鲁瓦城市公共交通的单次车票包括单次票、三次票、十次票和24小时票四种，使用短信购买可有优惠。该票不记名，可在公交车上购买。所有单次车票在刷卡后一个小时内可无限次换乘。此外，在综合停车场附近亦可购买停车+公交联合车票。

### 公交卡
特鲁瓦的公交卡包含多种类型，包括公共卡（所有人均可办理和使用）、学生卡、老年卡等，办理时需实名登记并出示相关证件。普通的公交卡可在指定的时间段内无限次乘坐特鲁瓦城市公共交通下属的所有线路，而联合卡则可乘坐特鲁瓦都会区范围内乘坐省内城际巴士。

## 图集

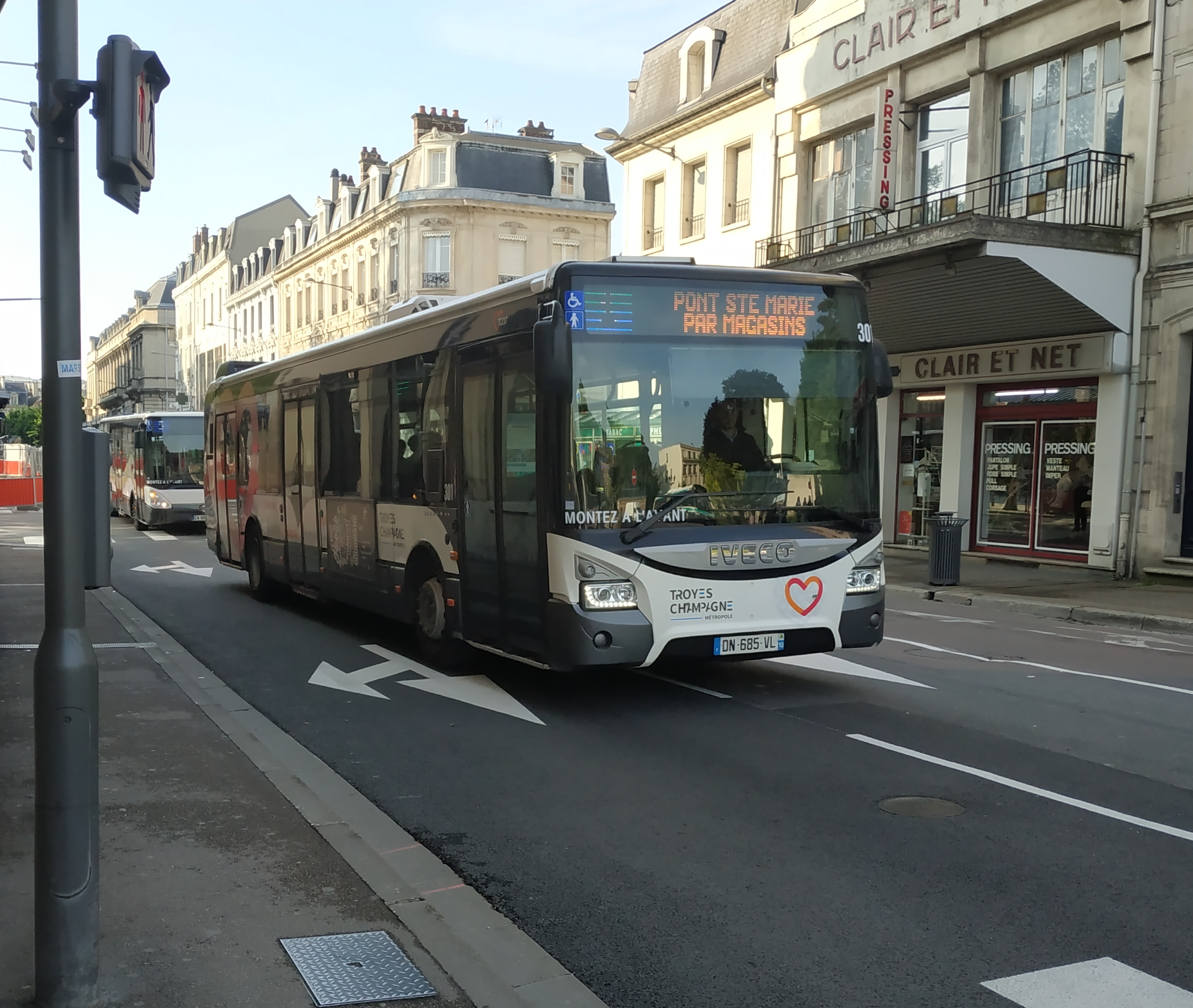
特鲁瓦公交1路
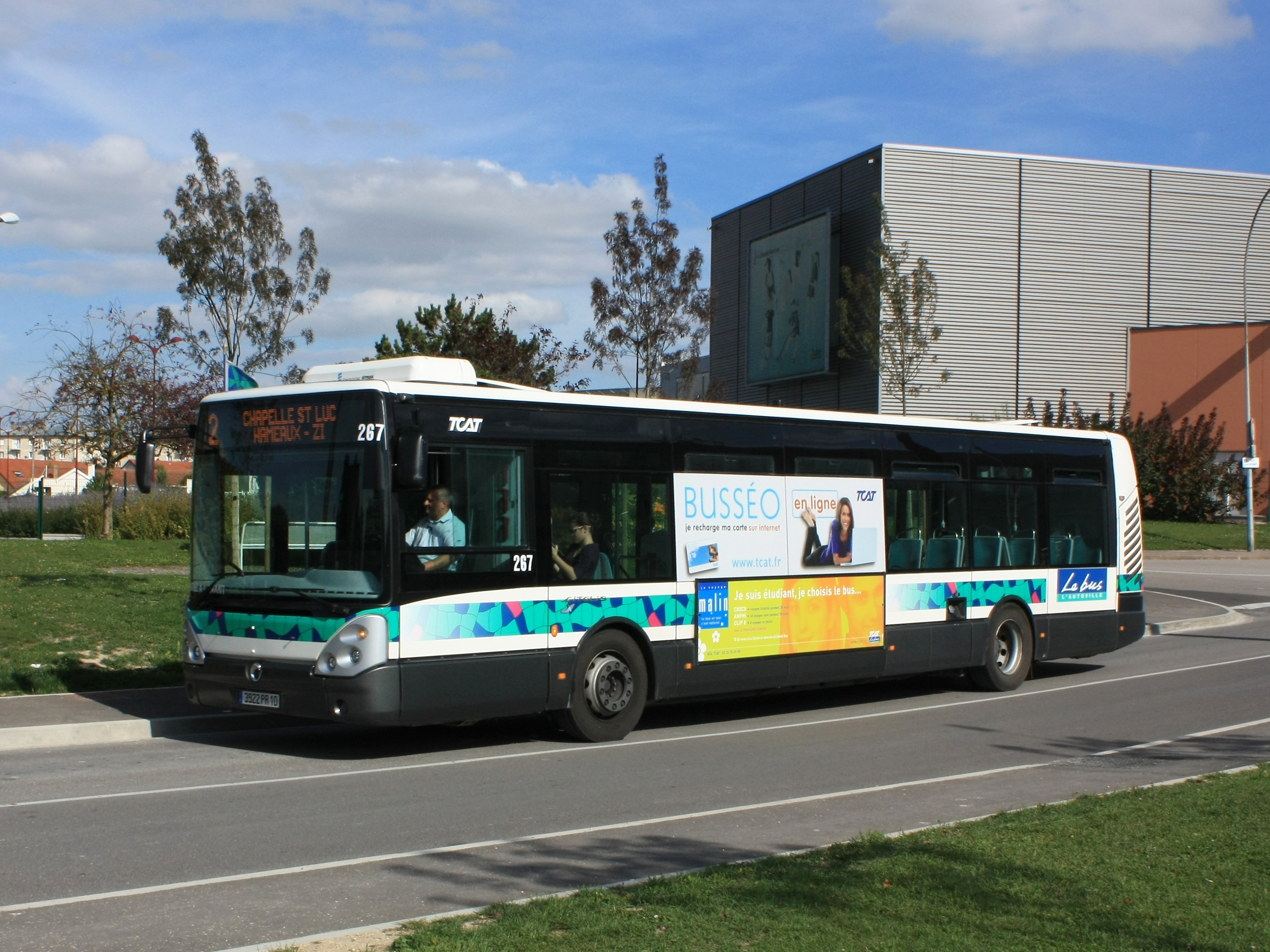
特鲁瓦公交2路
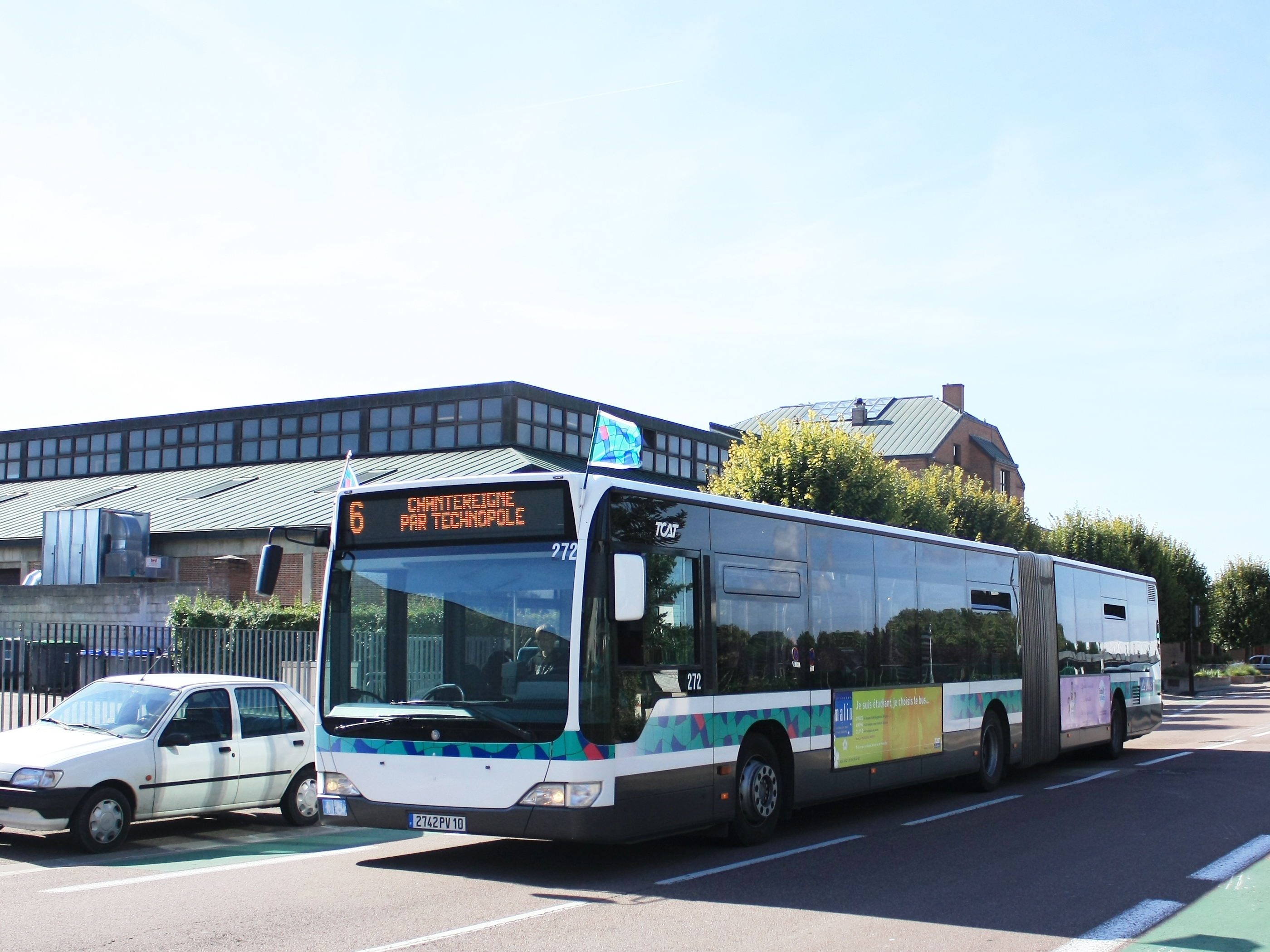
特鲁瓦公交6路
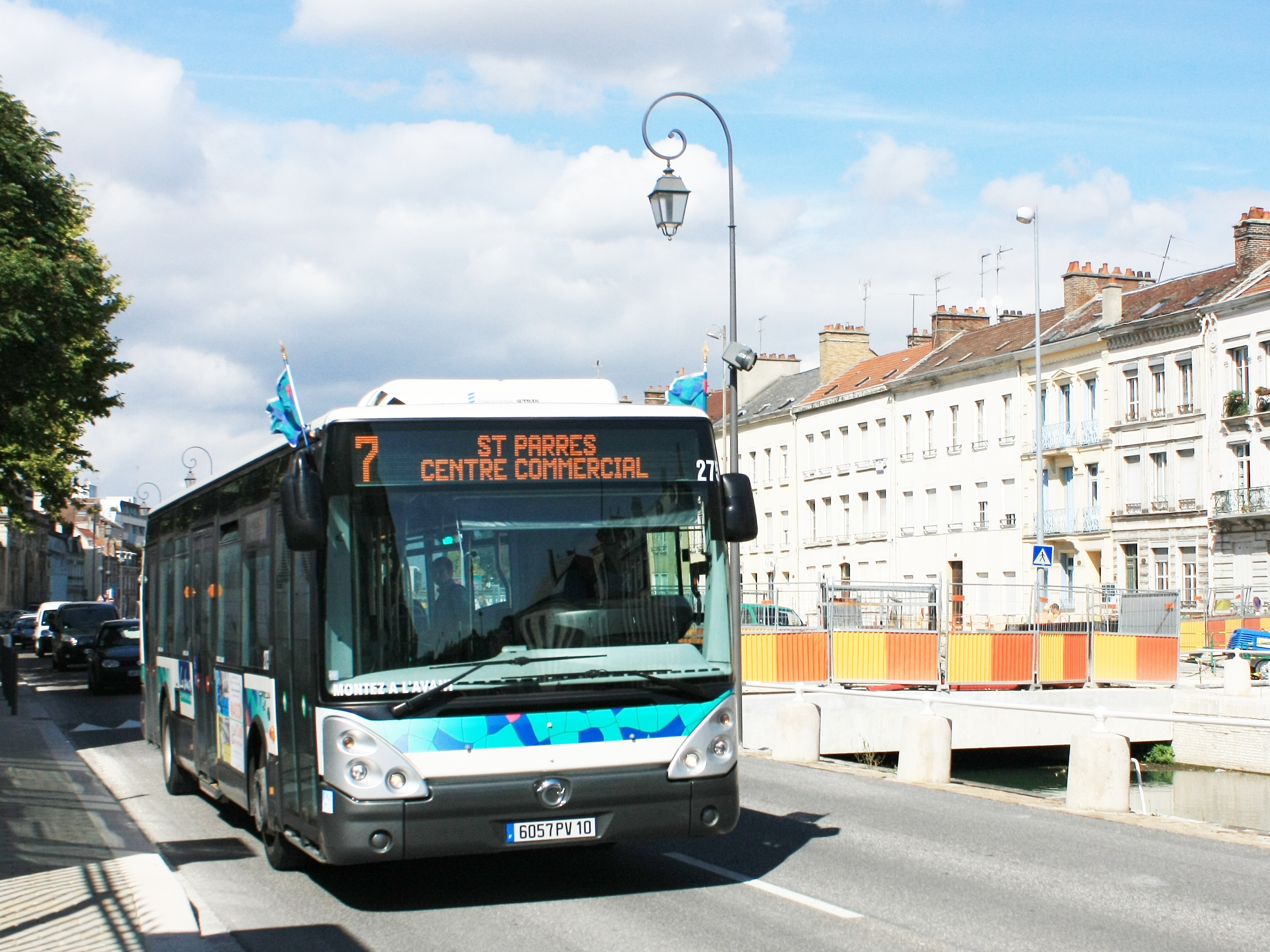
特鲁瓦公交7路
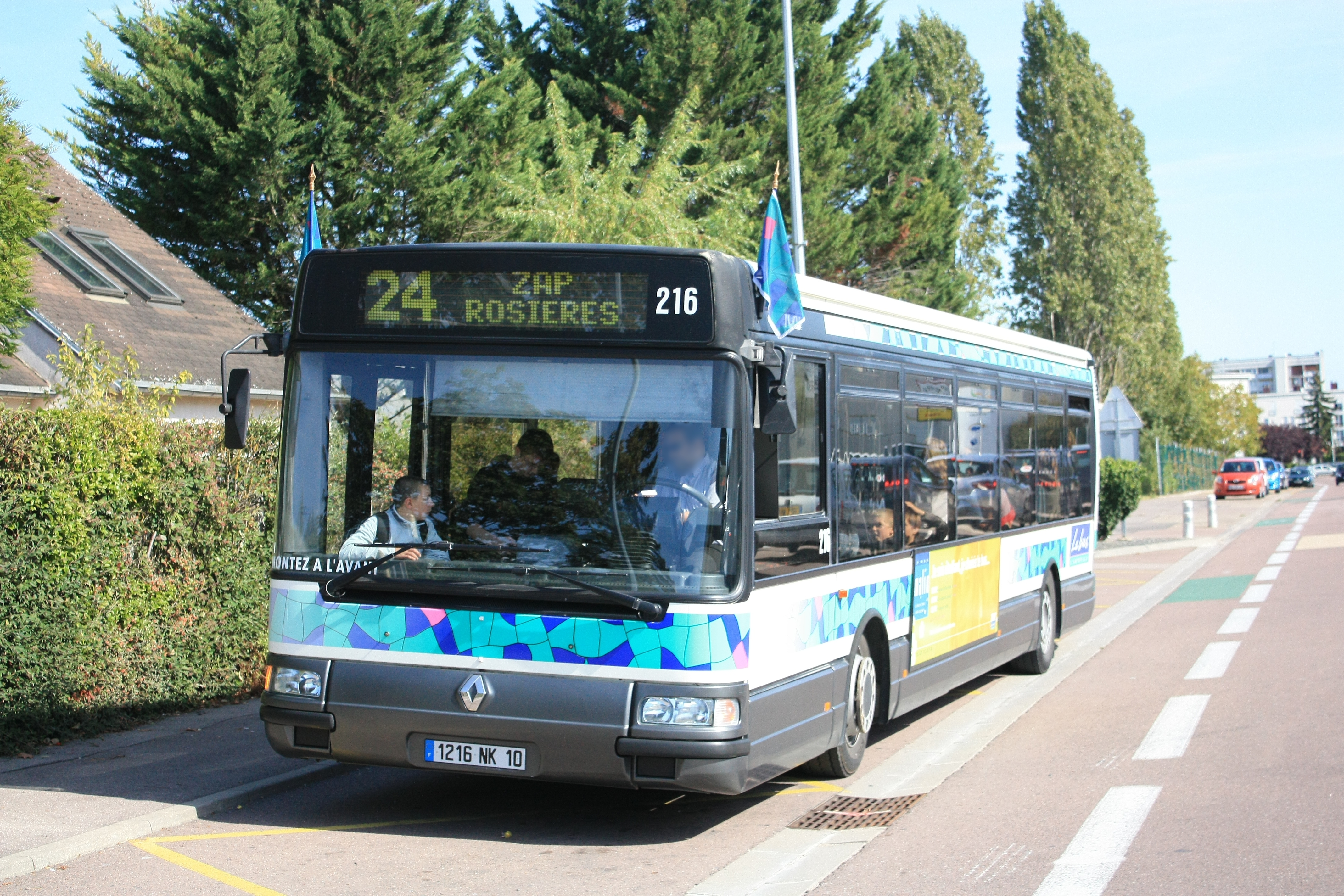
特鲁瓦公交24路
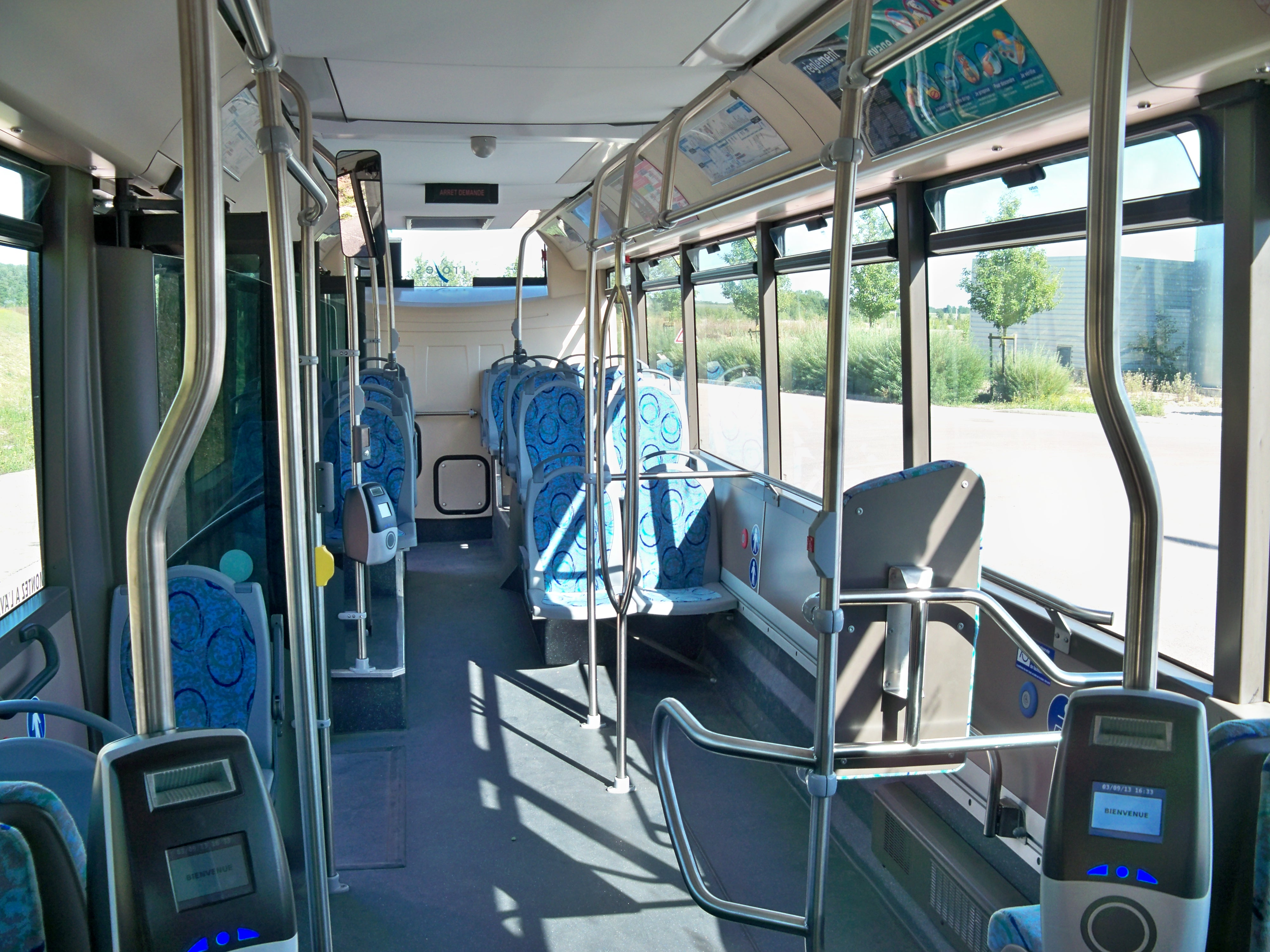
公交车内设施